# Фрідріх Крюземанн
Фрідріх Крюземанн (нім. Friedrich Crüsemann; 18 грудня 1881 — 20 серпня 1977) — німецький офіцер-підводник, корветтен-капітан рейхсмаріне.

## Біографія
10 квітня 1901 року вступив на флот. Учасник Першої світової війни. З 30 листопада 1916 по 22 червня 1917 року — командир підводного човна SM U-86. Всього за час бойових дій потопив 10 кораблів загальною водотоннажністю 29 577 тонн.
| Дата            | Назва корабля    | Тип        | Тоннаж | Вантаж                              | Загиблі | Країна              |
| --------------- | ---------------- | ---------- | ------ | ----------------------------------- | ------- | ------------------- |
| 23 березня 1917 | Queenborough     | Траулер    | 165    |                                     | 9       | Британська імперія  |
| 5 квітня 1917   | Dunkerquoise     | Вітрильник | 127    | Баласт                              |         | Франція             |
| 5 квітня 1917   | Marie Celine     | Вітрильник | 142    |                                     |         | Франція             |
| 5 квітня 1917   | Siberier         | Пароплав   | 2,968  | Деревина                            |         | Бельгія             |
| 6 квітня 1917   | Rosalind         | Танкер     | 6,535  | Нафта                               | 2       | Британська імперія  |
| 18 квітня 1917  | Atalanta         | Пароплав   | 1,091  | Залізо і генеральні вантажі         | 0       | Швеція              |
| 28 травня 1917  | Antinoe          | Пароплав   | 2,396  | Руда                                | 21      | Британська імперія  |
| 28 травня 1917  | Limerick         | Пароплав   | 6,827  | Морожене м'ясо і генеральні вантажі | 8       | Британська імперія  |
| 29 травня 1917  | Oswego           | Пароплав   | 5,793  | Генеральні вантажі                  | 0       | Британська імперія  |
| 31 травня 1917  | N. Hadzikyriakos | Пароплав   | 3,533  |                                     |         | Грецьке королівство |

11 серпня 1919 року звільнений у відставку.

## Звання
- Морський кадет (10 квітня 1901)
- Фенріх-цур-зее (22 квітня 1902)
- Лейтенант-цур-зее (29 вересня 1904)
- Оберлейтенант-цур-зее (30 березня 1906)
- Капітан-лейтенант (21 червня 1911)
- Корветтен-капітан запасу (29 грудня 1919)

## Нагороди
- Орден Альберта (Саксонія) (15 липня 1913)
- Залізний хрест 2-го і 1-го класу